# Комарово (городской округ Нижний Новгород)
Комаро́во — деревня в составе городского округа г. Нижнего Новгорода. 
Входит в Новинский сельсовет, относящийся к городу областного значения Нижний Новгород.

## Население
| 1999 | 2002 | 2010 |
| ---- | ---- | ---- |
| 325  | ↘281 | ↗387 |